# Contalmaison
Contalmaison – miejscowość i gmina we Francji, w regionie Hauts-de-France, w departamencie Somma.
Według danych na rok 2011 gminę zamieszkiwały 123 osoby, a gęstość zaludnienia wynosiła 22 osoby/km² (wśród 2293 gmin Pikardii Contalmaison plasuje się na 893. miejscu pod względem liczby ludności, natomiast pod względem powierzchni na miejscu 804.).